# Jacques-Joseph Corbière

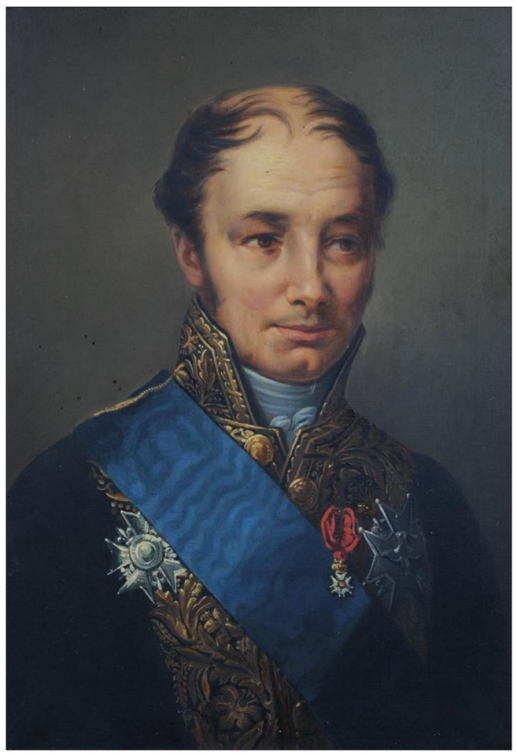
Jacques-Joseph Corbière.

Jacques-Joseph Guillaume François Pierre Corbière, född den 22 maj 1766 i Cornuz-les-Trois-Maries vid Rennes, död den 12 januari 1853 i Rennes, var en fransk politiker. 
Corbière var av bondesläkt, blev under revolutionen advokat i Rennes, 1797 medlem av de femhundrades råd och var under kejsardömet ordförande för departementsrådet. År 1815 valdes Corbière till deputeradekammaren och hörde till dess mest reaktionära medlemmar. Han understödde verksamt Villèle i kampen med ministären Decazes och riktade 1819 angrepp på Grégoire som "förbrytelsens representant". I december 1820 blev han undervisningsminister och i december 1821 inrikesminister, en post som han behöll fram till januari 1828. Han bekämpade särskilt pressfriheten och knöt 1827 sitt namn till nationalgardets upplösning och censurens återinförande; han lönades 1822 med grevetiteln och efter sin avgång med pärsvärdigheten. Denna förlorade han dock 1830, då han inte ville avlägga ed till den nye kungen.